# Dürer-Graph
In der Graphentheorie nennt man einen Dürer-Graphen einen ungerichteten, regulären Graphen mit 12 Knoten und 18 Kanten. Er entspricht dem Schlegeldiagramm eines Rhomboederstumpfes. Benannt ist der Graph nach dem Künstler Albrecht Dürer, dessen Kupferstich Melencolia I aus dem Jahre 1514 einen Rhomboederstumpf darstellt.

## Bilder

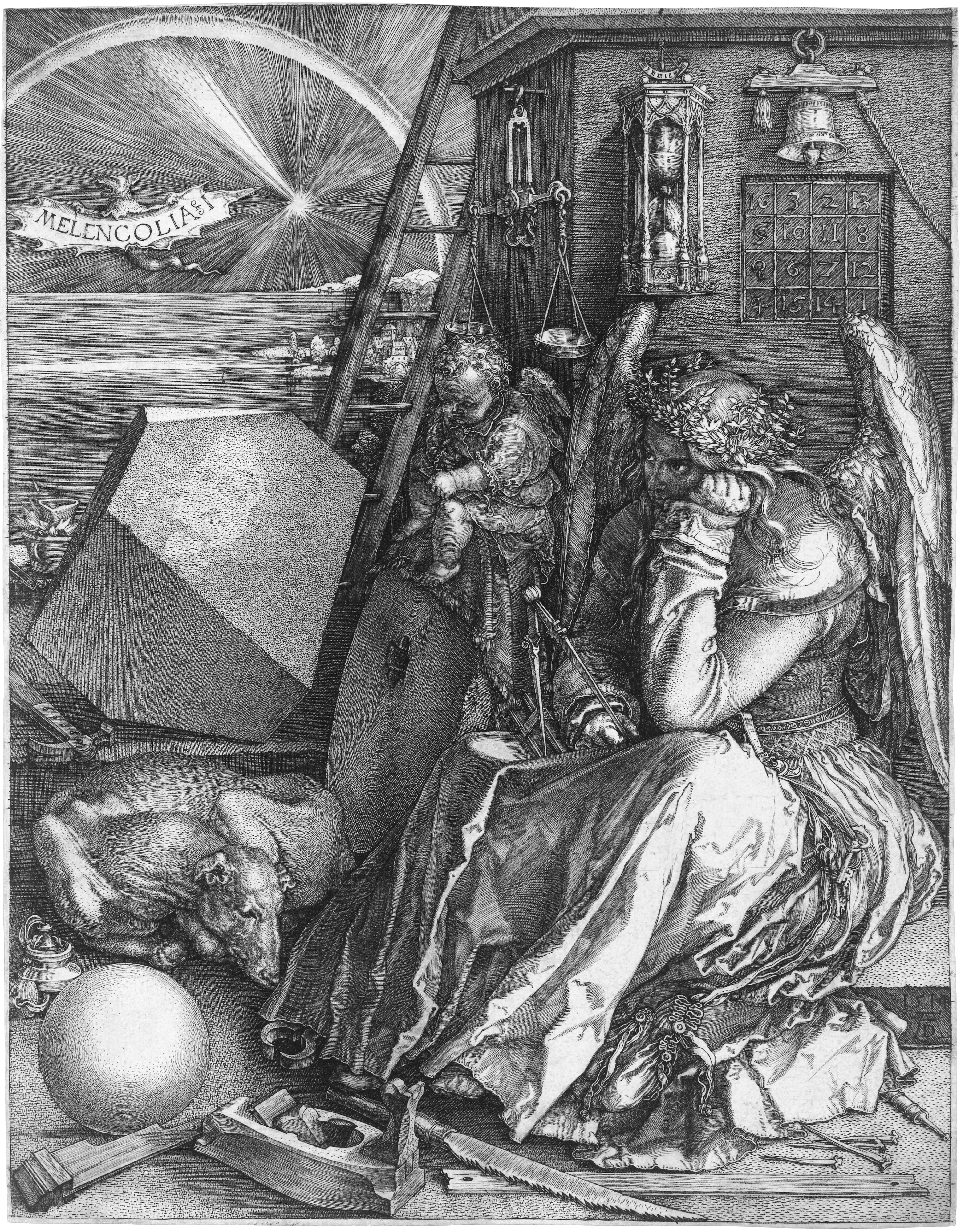
Melencolia I von Albrecht Dürer, 1514. Das Polyeder befindet sich links.

Der chromatische Index des Dürer-Graphen beträgt 3.
Die chromatische Zahl des Dürer-Graphen beträgt 3.
Der Dürer-Graph ist Hamiltonisch.